# Museu de Arte do Condado de Los Angeles
O Museu de Arte do Condado de Los Angeles (em inglês: Los Angeles County Museum of Art, LACMA) localiza-se no Wilshire Boulevard, no distrito de Miracle Mile, na cidade estadunidense de Los Angeles. É o maior museu do oeste dos Estados Unidos.
O LACMA é um museu quase enciclopédico: entre outras seções, tem arqueologia assíria, egípcia, grega e romana, pintura europeia e uma das maiores coleções de arte latino-americana.

## História
O LACMA foi fundado em 1910 como uma parte do Museu de História, Ciência e Arte de Los Angeles. Não contava com uma coleção própria, pelo que no seu início exibiu obras emprestadas. Nas décadas de 1920 e 1930 o museu cresceu rapidamente, e entre 1945 e 1950 recebeu importantes doações do magnata William Randolph Hearst (que inspirou o filme Citizen Kane de Orson Welles). Em 2008, o museu dedicou-lhe uma exposição a Hearst, reunindo parte das obras que ele doou.
O crescimento das coleções levou à abertura de uma sede própria em 1961, que abriu ao público em 1965. Esta sede atualmente tem sete prédios em 8 hectares de terreno.

## Coleções

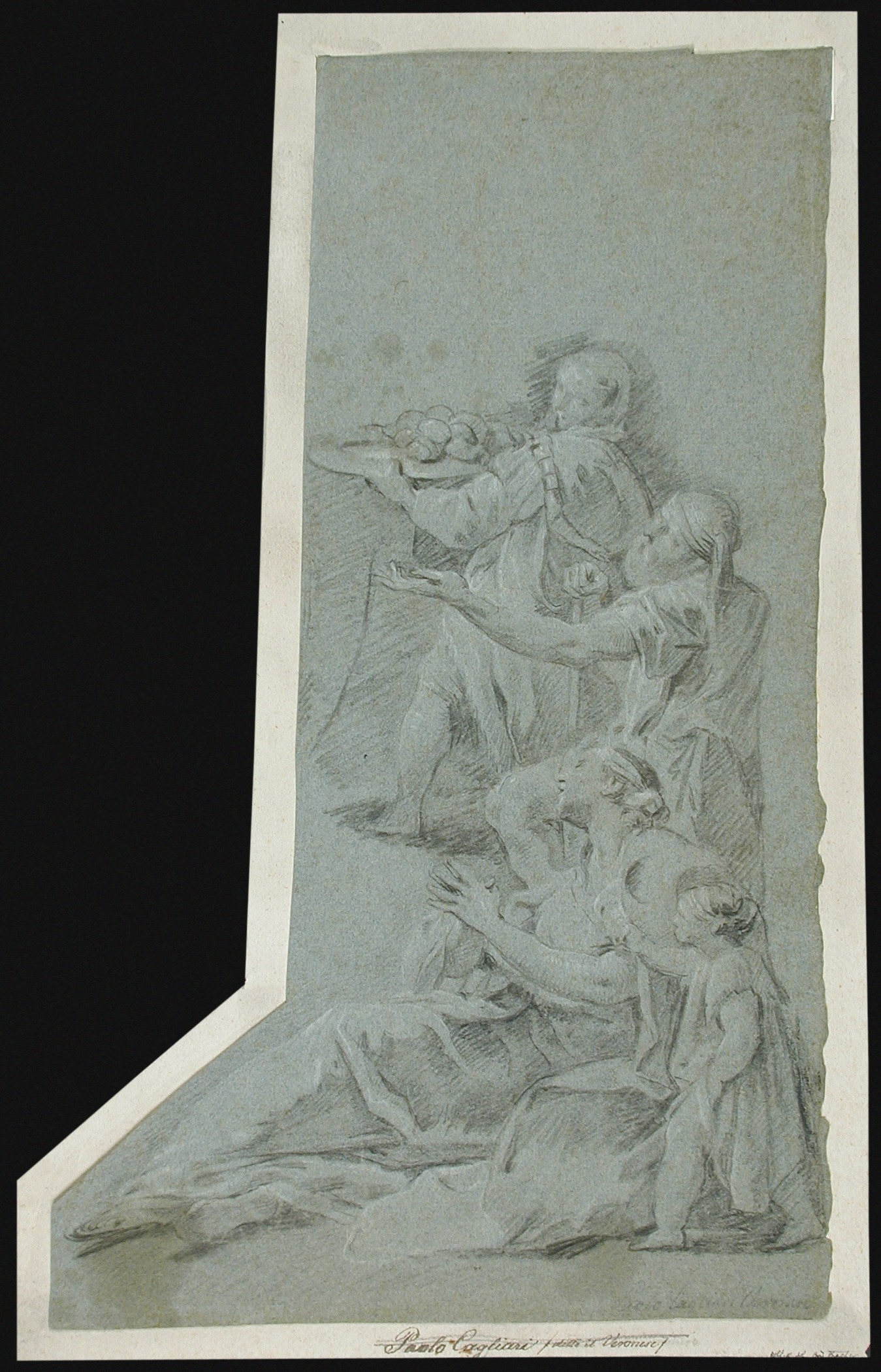
Giambattista Pittoni: Figuras de um banquete, 1720

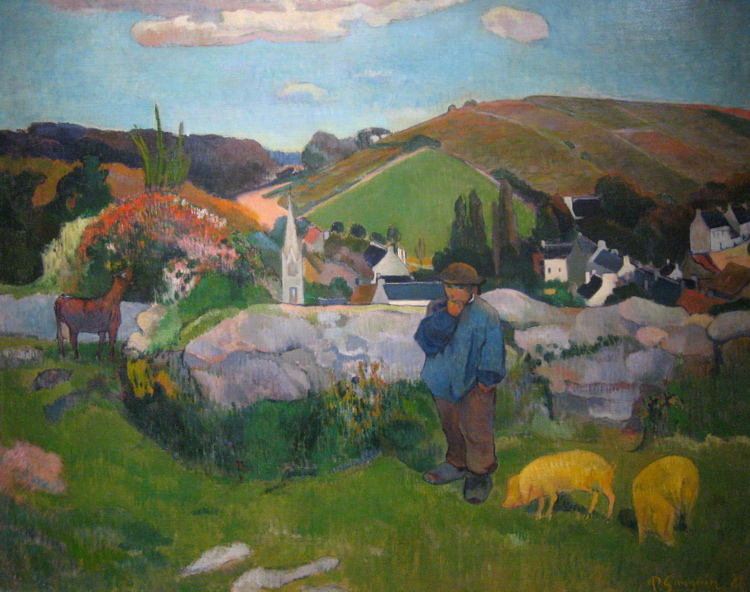
Paul Gauguin: The Swineherd, 1888

Com mais de 100 000 obras de arte, o LACMA é o maior museu do oeste dos Estados Unidos.
Junto as extensas coleções arqueológicas, de têxteis, de arte islâmica e asiática, de arte americano desde a era pré-colombiana e outras, destacam as coleções de pintura e escultura européias. Entre as pinturas mais famosas destacam A ressurreição de Lázaro de Rembrandt, Alegoria da Salvação de Rosso Fiorentino, Retrato do cardeal Roberto Ubaldini de Guido Reni, Madeleine Terff de Georges de La Tour e A bolha de sabão de Chardin. Outros pintores expostos no museu são Ticiano, Giambattista Pittoni, Paolo Veronese, Peter Paul Rubens, Giovanni Benedetto Castiglione, François Boucher, Jean-Honoré Fragonard, Giovanni Battista Tiepolo, e autores impressionistas e pós-impressionistas como Monet, Gauguin e Camille Pissarro.
O museu conta também com um centro especificamnete dedicado ao Expressionismo Alemão, o Robert Gore Rifkin Center, com uma coleção de aproximadamente 6 000 impressões e desenhos, e uma biblioteca com mais de 10 000 volumes.
A coleção de arte moderna é composta por mais de 250 obras da Europa, Estados Unidos e México. Com exemplos de Picasso, Henri Matisse, Kurt Schwitters, René Magritte, František Kupka, Joan Miró, etc.

### Fotografia
O Departamento de Fotografia Wallenberg Annenberg foi inaugurado em 1984. Alberga colecões de mais de 15 000 imagens desde 1839, quando o daguerreótipo foi tornado público, até a atualidade, com obras de Andy Warhol, Edward Steichen, Ansel Adams, Eugène Atget, Imogen Cunningham, Man Ray, etc.
Em 2011, o LACMA e o J. Paul Getty Trust adquiriram conjuntamente a obra e arquivo de Robert Mapplethorpe, incluindo mais de 1 000 fotografias do artista.

### Cinema
Em 2011 o LACMA e a Academia de Artes e Ciências Cinematográficas anunciaram um projeto conjunto de abrir um museu do cinema, localizado no May Company Building.